# Laminina
Las lamininas son un grupo de glucoproteínas de elevada masa molecular (~140 a ~400 kDa) que forman parte de la lámina basal asociada a otras proteínas como el colágeno, entactina, proteoglucanos y fibronectinas. Su función sería la de anclar las células epiteliales a la lámina densa pues tiene sitios de unión para moléculas de integrinas de la membrana plasmática de la base celular. 
La observación de moléculas de laminina purificadas por microscopía electrónica después del sombreado rotatorio indicó que las tres cadenas se unen para formar una estructura asimétrica en forma de cruz, con un brazo largo de aproximadamente 77 nm con un gran glóbulo en su extremo y tres brazos cortos, dos de 34 nm y uno de 48 nm, cada uno terminado por un dominio globular. Entre el centro de la cruz y los extremos de los brazos cortos de 34 y 48 nm, hay uno y dos glóbulos adicionales, respectivamente.

## Constitución
Las lamininas están constituidas por el ensamblaje de tres polipéptidos unidos por puentes disulfuro, cadenas α, β y γ. El genoma humano codifica 11 cadenas de lamininas genéticamente distintas. Estructuralmente, las cadenas de laminina difieren según el número, el tamaño y la organización de algunos dominios constitutivos, dotando a los diversos miembros de la familia de las lamininas de funciones importantes comunes y únicas.
Muchas lamininas se autoensamblan para formar redes que permanecen en estrecha asociación con las células a través de interacciones con los receptores de la superficie celular. Las lamininas son vitales para muchas funciones fisiológicas. Son esenciales para el desarrollo embrionario temprano y la organogénesis y tienen funciones cruciales en varios tejidos, incluidos los músculos, los nervios, la piel, los riñones, los pulmones y la vasculatura.
Se conocen ocho cadenas de laminina distintas genéticamente  (α1, α2, α3, β1, β2, β3, γ1, γ2) y siete formas de ensamblaje diferentes (lamininas-1 a -7).. Por ejemplo:
1. La laminina 1 (anteriormente llamada EHS-laminina, por haber sido aislada en 1979[4] tanto de un trasplante de tumor en la membrana basal de ratón [el sarcoma Engelbreth-Holm-Swarm (EHS)] y de células productoras de membrana basal.)[2] (α1β1γ1) se expresa ubicuamente en epitelio y endotelio[5]
2. La laminina 2 (anteriormente llamada merosina) (α2β1γ1) se halla en músculo estriado y nervio periférico[5]
3. La laminina 3 (anteriormente llamada s-laminina) (α1β2γ1) se encuentra en sinapsis y glomérulo renal[5]
4. La laminina 4 (anteriormente llamada s-merosina) (α2β2γ1) en la unión miotendinosa y trofoblasto[5]
5. La laminina 5 (anteriormente kalinina/niceína) (α3β3γ2) se encuentra en la zona de la lámina basal de epitelios especializados con funciones secretorias o protectoras, como la piel y las membranas mucosas, y se halla en amnios y piel asociada de modo covalente con
6. La laminina 6 (α3β1γ1)[5] y
7. La laminina 7 (α3β2γ1)[5]

## Nomenclatura
La lamininas  son heterotrimeros (del griego antiguo ἕτερος= "otro, diferente"), es decir, que consisten en una cadena α, una β y una cadena γ. Los trímeros se nombran de acuerdo con su composición de cadenas α, β y γ. Por ejemplo, la laminina-321 está compuesta de cadenas α3, β2 y γ1. Todas las cadenas de laminina comparten una estructura de dominio común con varios dominios globulares y similares a varillas (brazo largo). La laminina-111 es la isoforma más estudiada dado que la evidencia genética apunta a una jerarquía en la formación de la lámina basal, porque la polimerización de la laminina-1 actúa como andamio para el reclutamiento de otros componentes de esa misma estructura.

## Relación con la lepra
Estudios recientes relacionan la laminina 2, muy abundante en los nervios periféricos y en el músculo estriado, como el lugar de unión de Mycobacterium leprae (responsable de la lepra) siendo esta la entrada de acción de esta enfermedad. El daño a los nervios es el sello distintivo de la infección por M. leprae, que resulta de la invasión de la bacteria a las células de Schwann del sistema nervioso periférico. Un estudio demostró que la isoforma laminina 2, especialmente el dominio G de la cadena de laminina α2, en la unidad de axones celulares de Schwann sirve como un objetivo neural inicial para M. leprae.